# Silvia Monteza
Silvia María Monteza Facho (Bellavista, Cajamarca, 10 de mayo de 1967) es una administradora de empresas y política peruana. Ejerce como congresista de la república por Cajamarca para el periodo parlamentario 2021-2026 y fue segunda vicepresidenta de la Mesa Directiva en reemplazo de Digna Calle.

## Biografía
Nació en el distrito de Bellavista ubicado en Jaén, en Cajamarca, el 10 de mayo de 1967. Es hija de Gilberto Monteza Burga y de Paula Facho Castro.
Realizó sus estudios primarios en el Instituto Santa Rosa de Lima y los secundarios en el Instituto Antenor Orrego de Bellavista.
Sus estudios superiores los hizo en la Universidad César Vallejo, donde llegó a graduarse como administradora de empresas. También tiene una maestría en Gestión Pública en la Universidad de San Martín de Porres y un estudio técnico en computación.

## Participación en la política
Es militante del partido político Acción Popular y su primera participación electoral fue en las elecciones regionales y municipales de 2002, donde logró ser elegida como regidora del distrito de Bellavista para el periodo municipal 2003-2006.
Fue candidata a la alcaldía de Bellavista en varias ocasiones: 2006, 2009, 2010, 2011, 2014 y 2018 y en ninguna salió electa. 
En las elecciones parlamentarias de 2020, postulo al Congreso de la República, por Acción Popular, pero no resultó elegida.

### Congresista
En las elecciones generales de 2021, postuló nuevamente como congresista de la república por Cajamarca y resultó elegida con 7171 votos para el periodo parlamentario 2021-2026.
Ejerció como presidenta de la Comisión de Economía y Finanzas.
En febrero de 2023, Monteza fue anunciada por su bancada como candidata a la segunda vicepresidencia de la Mesa Directiva debido a la renuncia de Digna Calle. Compitió junto con otros cuatro candidatos quedando en segunda vuelta con Alfredo Azurín, de Somos Perú, y al finalizar los resultados, Monteza logró ser triunfadora con la mayoría de votos.